# Bronisław Huberman
Bronisław Huberman (Częstochowa, 19 de dezembro de 1882 — Corsier-sur-Vevey, 16 de junho de 1947) foi um violinista polonês judeu. Ele foi muito conhecido por suas interpretações individualistas e pessoais e foi aclamado pelo seu tom, expressão e flexibilidade. A ele pertenceu o Stradivarius "Gibson", um violino construído em 1713.

## Biografia
Quando jovem, foi aluno de Mieczyslaw Michalowicz e Mairycy Rosen no Conservatório de Varsóvia. Em 1892 ele estudou com Joseph Joachim em Berlim. Com apenas dez anos de idade, ele acompanhou Joachim em performances de Louis Spohr, Henri Vieuxtemps e as transcrições de Frederic Chopin. Entretanto, ele não as realizou muito bem e após o 14º aniversário ele não teve mais lições de música. Em 1893 ele realizou uma turnê pela Holanda e Bélgica como um virtuoso solista. Nesse período, Arthur Rubinstein, com apenas seis anos de idade, assistiu os concertos de Huberman. Os pais de Rubinstein convidaram Huberman para ir a casa deles e os dois tornaram-se amigos, uma amizade que durou a vida inteira. Em 1894, Adelina Patti convidou Huberman para participar de um concerto de gala em Londres e ele aceitou e no ano seguinte ele fez apresentações em Viena. Em 1896 ele interpretou o concerto para violino de Johannes Brahms, na presença do compositor, que ficou impressionado pela qualidade do solista.
Em 1937, um ano antes de Anschluss, Huberman deixou Viena e foi se refugiar na Suíça. No ano seguinte, sua carreira quase chegou ao fim, quando ele se envolveu em um acidente aéreo em Sumatra, onde ele acabou quebrando o pulso e dois dedos da mão esquerda . Após um intenso e doloroso tratamento ele voltou a tocar. Huberman fez uma turnê pela África do Sul e foi proibido de voltar a sua casa, na Suíça até o fim da Segunda Guerra Mundial.

## Orquestra Filarmônica da Palestina
Em 1929 Huberman visitou pela primeira vez a Palestina. Em 1933, quando os nazistas subiram ao poder, Wilhelm Furtwängler o convidou para voltar a pregar a "paz musical", mas Huberman recusou e em vez disso, escreveu uma carta aberta aos intelectuais alemães, convidando-os a recordas de seus valores essenciais. Em 1936 ele fundou a Orquestra da Palestina, apresentando-se pela primeira vez em 26 de dezembro, com Arturo Toscanini conduzindo. Essa orquestra foi a base para a Filarmônica de Israel, que foi fundada em 1948, um ano após da morte de Huberman.
Antes de 1936, o principal instrumentos de Huberman em seus concertos foi um Stradivarius "Gibson" de 1713, tendo esse nome por causa de um de seus primeiros donos, o violinista inglês George Alfred Gibson. Esse foi roubado duas vezes. Em 1919 ele foi roubado do quarto de hotel de Huberman, em Viena, mas recuperado pela polícia três dias depois. A segunda vez foi Nova Iorque. Em 28 de fevereiro de 1936, durante um concerto com a Filarmônica de Nova Iorque no Carnegie Hall, Huberman trocou o Stradivarius pelo seu violino recém adquirido: um Guarnerius, deixando o outro em seu camarim, sendo roubado por músicos de casas noturnas de Nova Iorque. A empresa de seguros Lloyd's of London, pagou-lhe 30 mil dólares pelo roubo, em 1936. Julian Altman, o ladrão, tornou-se violinista na Orquestra Sinfônica Nacional, em Washington, e interpretou com o Gibson roubado. Em 1985, Altman confessou no leito de morte, a mulher, Marcelle Hall. Dois anos depois ela devolveu o violino para a Lloyd e recebeu 263 mil dólares. O instrumento passou por uma restauração, durante 9 meses. Em 1988 foi vendido por 1,2 milhão de dólares a violinista Norbert Brainin. Em outubro de 2001, Joshua Bell o comprou por 4 milhões de dólares.